# La Pierre des étoiles
La Pierre des étoiles (titre original : Doorways in the Sand) est un roman de Roger Zelazny publié en 1975.
Cet ouvrage fut nommé pour le prix Hugo du meilleur roman en 1976.

## Résumé
La Pierre des étoiles est un artefact d'origine extraterrestre, qui dans la chaîne du kula entre cultures extraterrestres devait être exposé sur Terre. Mais à la suite d'un malheureux hasard, Fred Cassidy, l'étudiant éternel, est soupçonné de l'avoir volée. Où l'on apprend à se méfier des kangourous ...